# Muzeum Wojska w Białymstoku
Muzeum Wojska w Białymstoku – muzeum wojskowości powołane do życia we wrześniu 1968 roku jako oddział Muzeum Okręgowego (obecnie Muzeum Podlaskie), od 1976 r. funkcjonuje jako samodzielna jednostka muzealna o zasięgu makroregionalnym. Obecnie jest samorządową instytucją kultury miasta Białystok.
W ramach Muzeum Wojska do końca roku 2016 funkcjonował Oddział – Muzeum Pamięci Sybiru.

## Historia

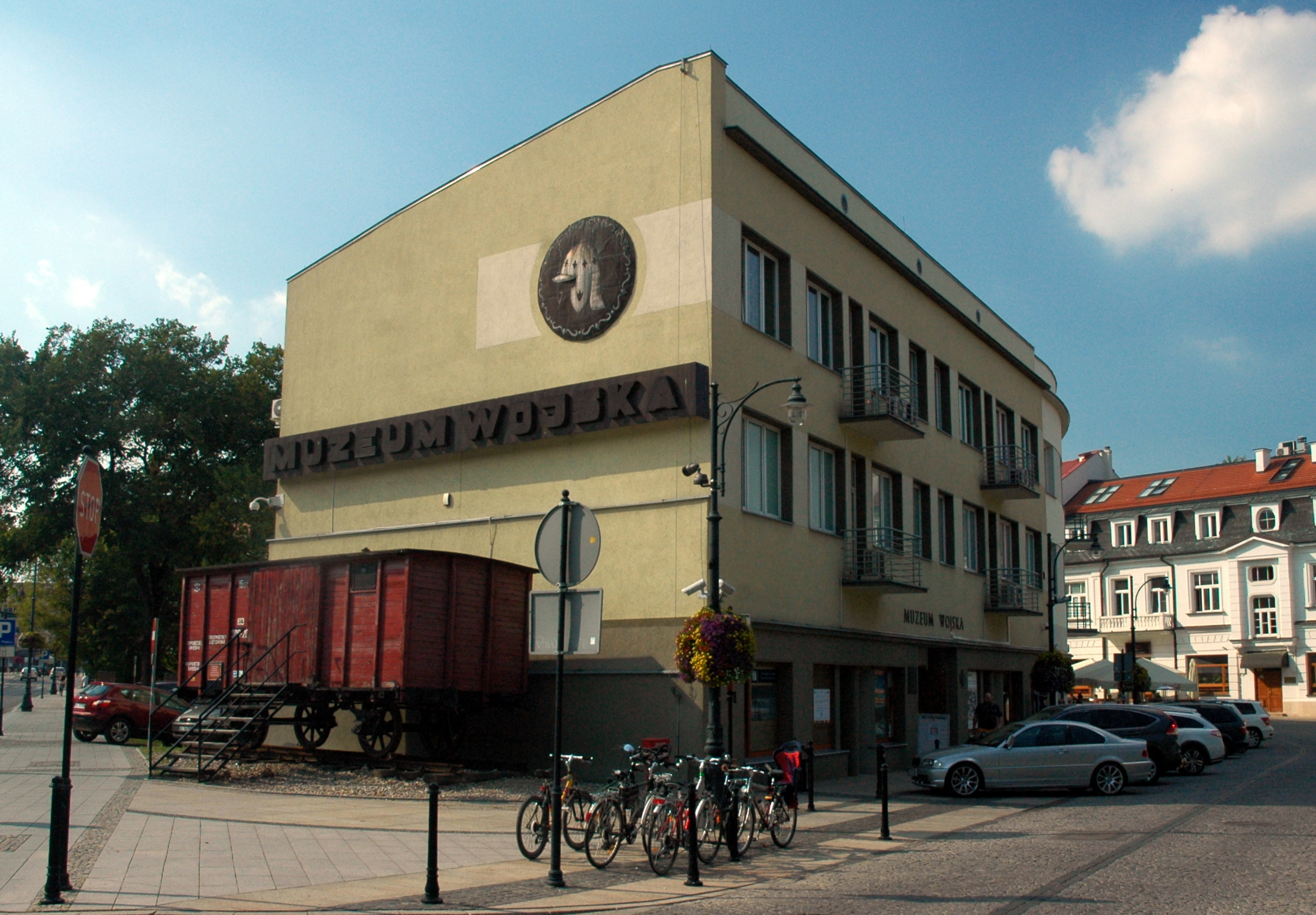
Muzeum Wojska (Białystok ul. Kilińskiego 7) – widok od strony Pałacu Branickich

Pierwotną siedzibą Muzeum był Pałacyk Gościnny. Bardzo szybko okazało się, iż budynek nie jest już w stanie pomieścić eksponatów, które wciąż napływały. W 1974 roku nastąpiła przeprowadzka do budynku przy ulicy Kilińskiego 7, w którym Muzeum mieści się po dziś dzień. W 1976 roku przyznano mu status muzeum autonomicznego o zasięgu makroregionalnym. Organizatorem i długoletnim dyrektorem Muzeum był płk dr Zygmunt Kosztyła. Korzystając z kontaktów nawiązanych podczas wcześniejszej służby wojskowej, szybko zgromadził on zbiór eksponatów, będących do dziś podstawą kolekcji posiadanej przez Muzeum. Rozpoczął też badania nad historią militarną Białostocczyzny. W 1980 roku zrealizowano projekt utworzenia ośrodka badawczego powołując Ośrodek Badań Historii Wojskowej w Białymstoku prowadzący badania naukowe i zajmujący się działalnością wydawniczą.
W 2010 nastąpiła zmiana dyrektora Muzeum. Dotychczasowego prof. dr hab. Krzysztofa Filipowa zastąpił mgr Robert Sadowski. Przystąpił on do zmiany ekspozycji i charakteru działalności Muzeum. W 2010 zaczęto organizować Muzeum Pamięci Sybiru, jako filię dotychczasowej instytucji.

## Ekspozycje stałe

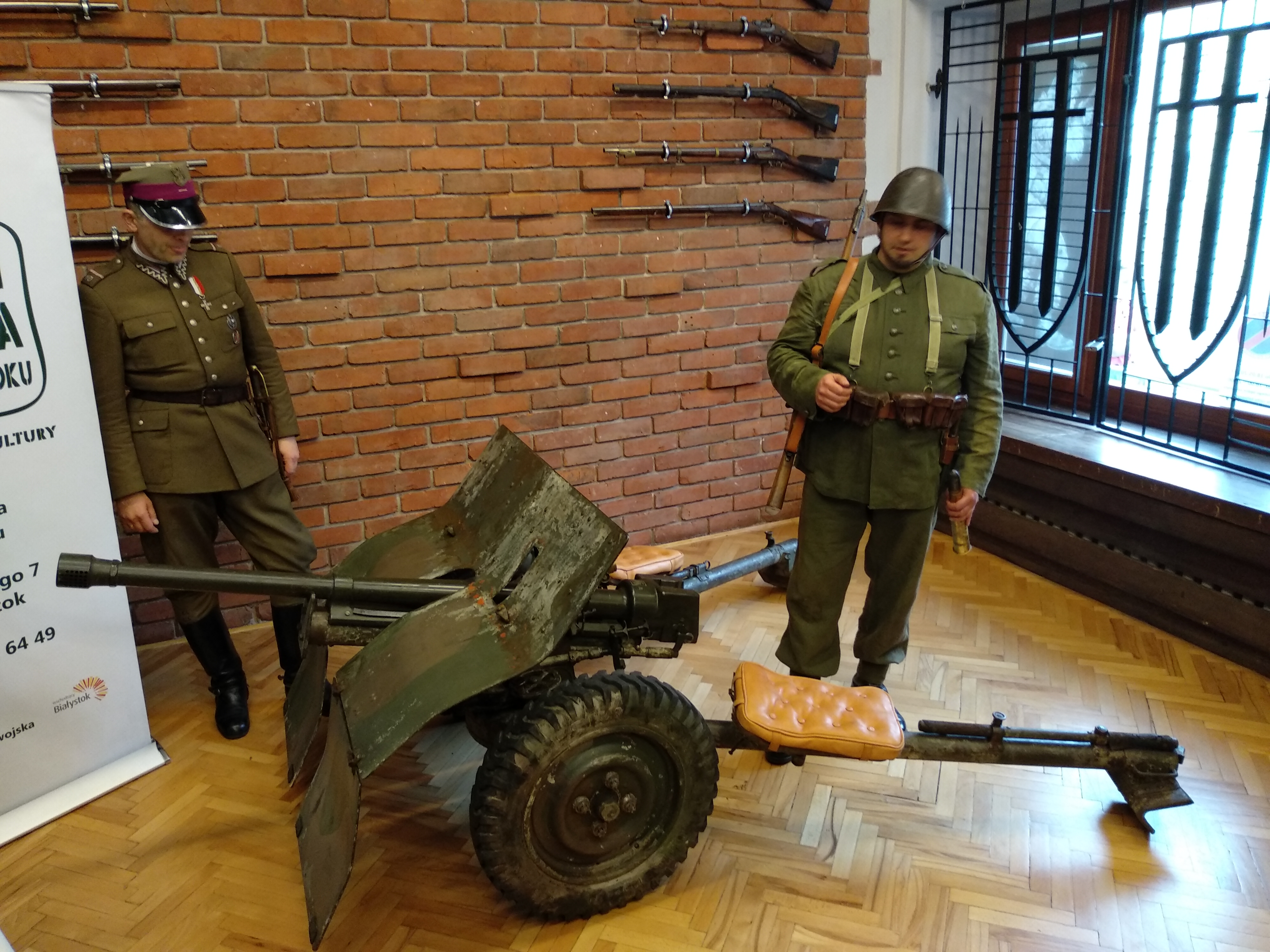
37 mm armata przeciwpancerna Bofors w Muzeum Wojska w Białymstoku

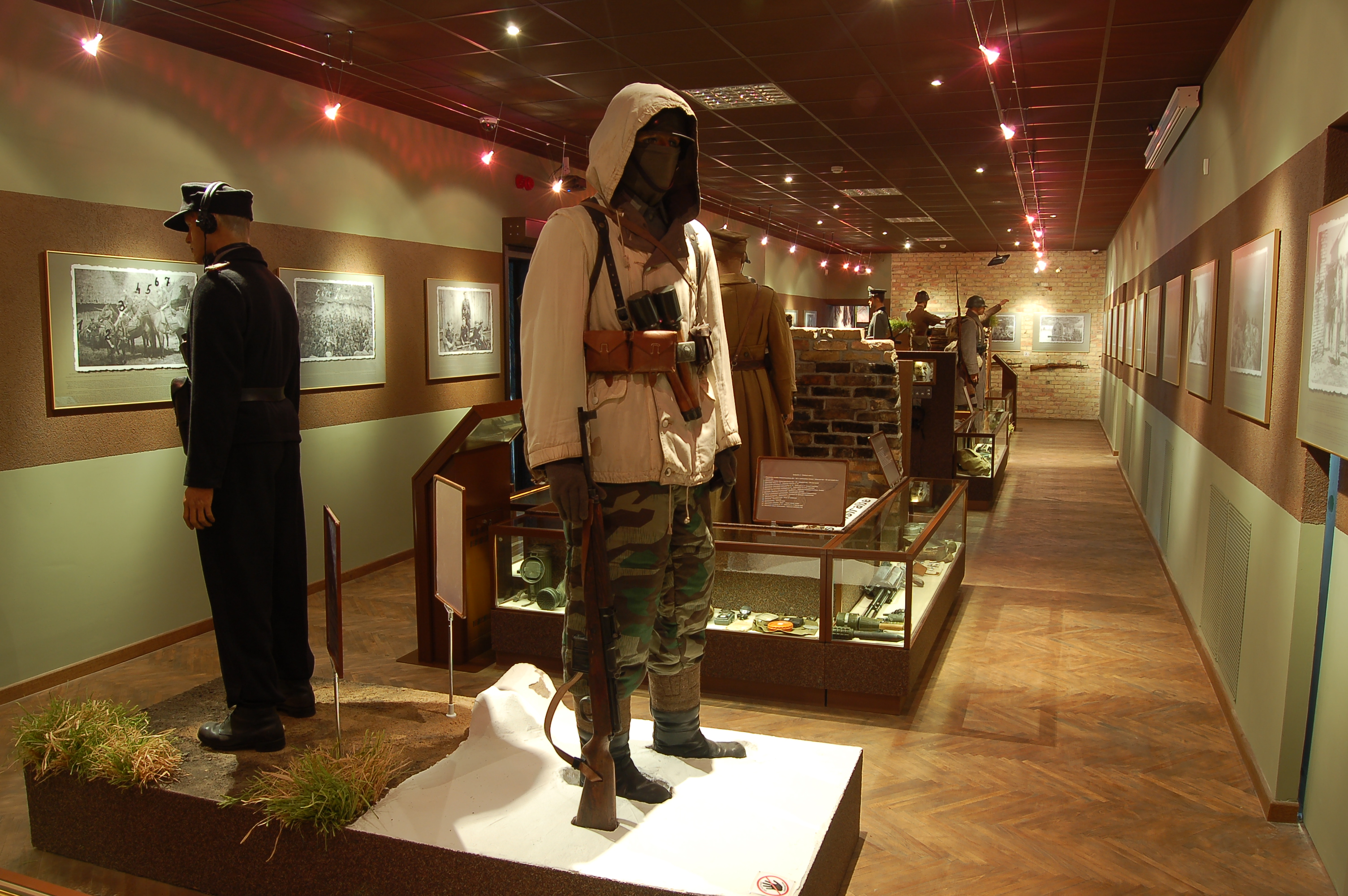
Fragment ekspozycji pt. „Przeciw dwóm wrogom. Militarne dzieje Podlasia i jego mieszkańców w latach 1939-1956”

„Przeciw dwóm wrogom. Militarne dzieje Podlasia i jego mieszkańców w latach 1939-1956” – wystawa prezentuje podlaskie epizody II wojny światowej. 
Poszczególne dioramy: statyczne i dynamiczne prezentują:
- Wrzesień 1939 – pierwsza diorama to naturalnej wielkości wycinek polskiego okopu z kampanii wrześniowej. Przedstawia ona obronę łomżyńskiego 33. pułku piechoty pod Nowogrodem 8-10 września;
- Dwóch wrogów – część dioram poświęcona jest żołnierzom armii okupujących tereny Podlasia. Wśród nich można znaleźć żołnierza Armii Czerwonej z oddziałów wkraczających do Białegostoku w 1939 r. oraz podporucznika Wehrmachtu z Operacji Barbarossa;
- Monte Cassino – wielu żołnierzy walczących w tej bitwie pochodziło z północno-wschodnich Kresów II Rzeczypospolitej. Wśród nich był także urodzony w Białymstoku ostatni prezydent RP na uchodźstwie  – Ryszard Kaczorowski. Diorama przedstawia obsługę karabinu maszynowego Bren na pozycji, zbudowanej z autentycznych kamieni przywiezionych z miejsca bitwy;
- Front Wschodni 1944-1945 – latem 1944 r. przez Białystok, po raz trzeci podczas tej wojny, przeszedł front. W walkach miejskich brała udział niemiecka 12. Dywizja Pancerna. Kolejny manekin przedstawia grenadiera z 286. Dywizji Piechoty w mundurze zimowym podczas walk na linii Narwi;
- Łużyce 1945 – kolejna diorama przedstawia 9 Drezdeńską Dywizję Piechoty, organizowaną w Białymstoku. Brała ona udział w bitwie pod Budziszynem, jednej z najkrwawszych, w jakich walczyło Wojsko Polskie w czasie wojny,
- Podziemie niepodległościowe – ostatnia diorama przedstawia epizod historii II wojny światowej dotychczas nieobecny na wystawie w Muzeum Wojska, mianowicie powojenne podziemie niepodległościowe.

Wystawa łączy tradycyjne formy prezentacji, a także interaktywne i multimedialne elementy. Profesjonalnie zaaranżowane dioramy przemawiają do wyobraźni zwiedzających. Słuchowiska zawierają relacje uczestników wydarzeń wojennych, natomiast czytane są przez znanych polskich aktorów. Specjalne okulary umożliwiają obejrzenie zdjęć w trójwymiarze. Liczne infokioski zawierają opisy eksponatów, informacje historyczne, relacje, wspomnienia oraz multimedia.

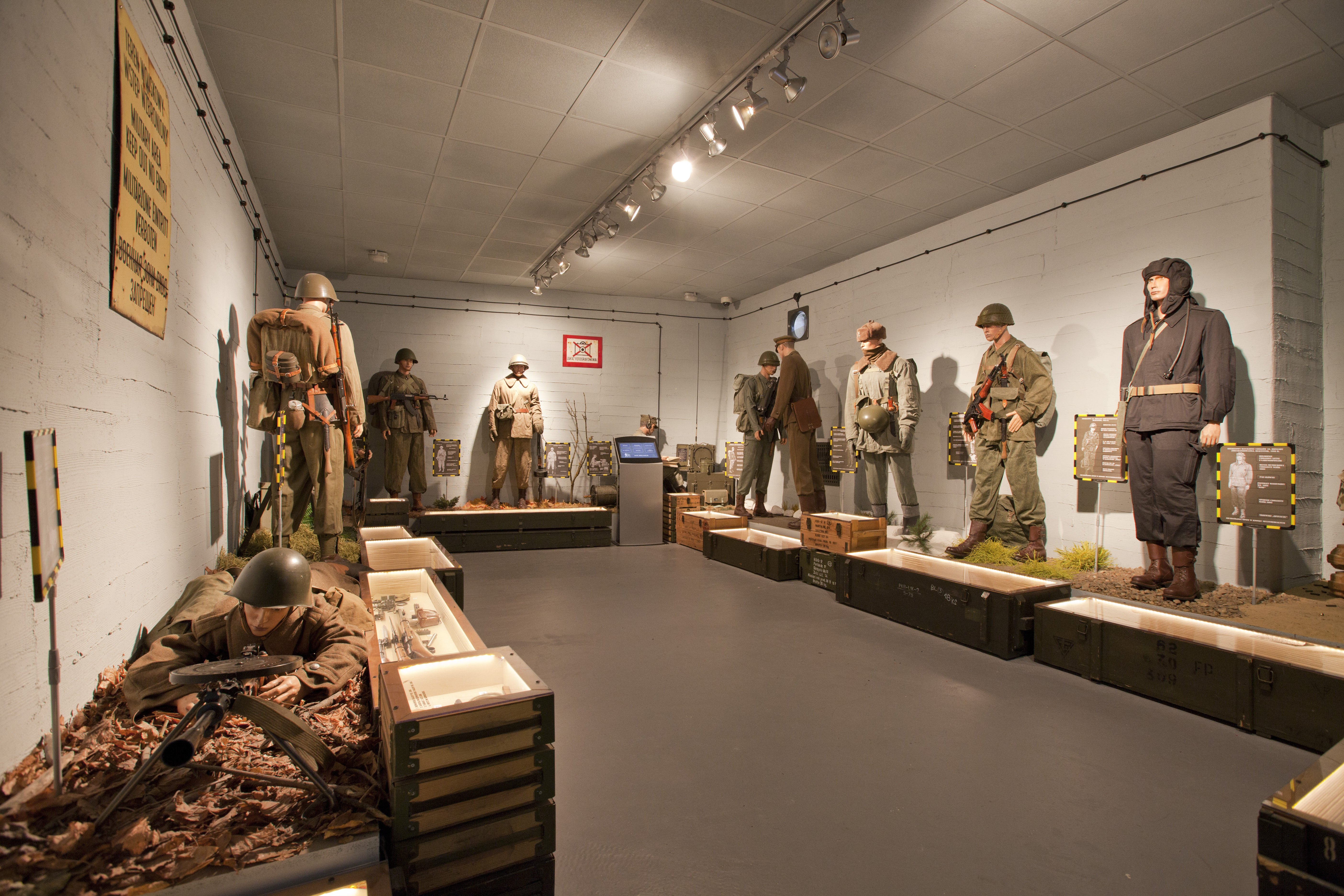
Fragment ekspozycji pt. „Wojsko Polskie 1956-2010”

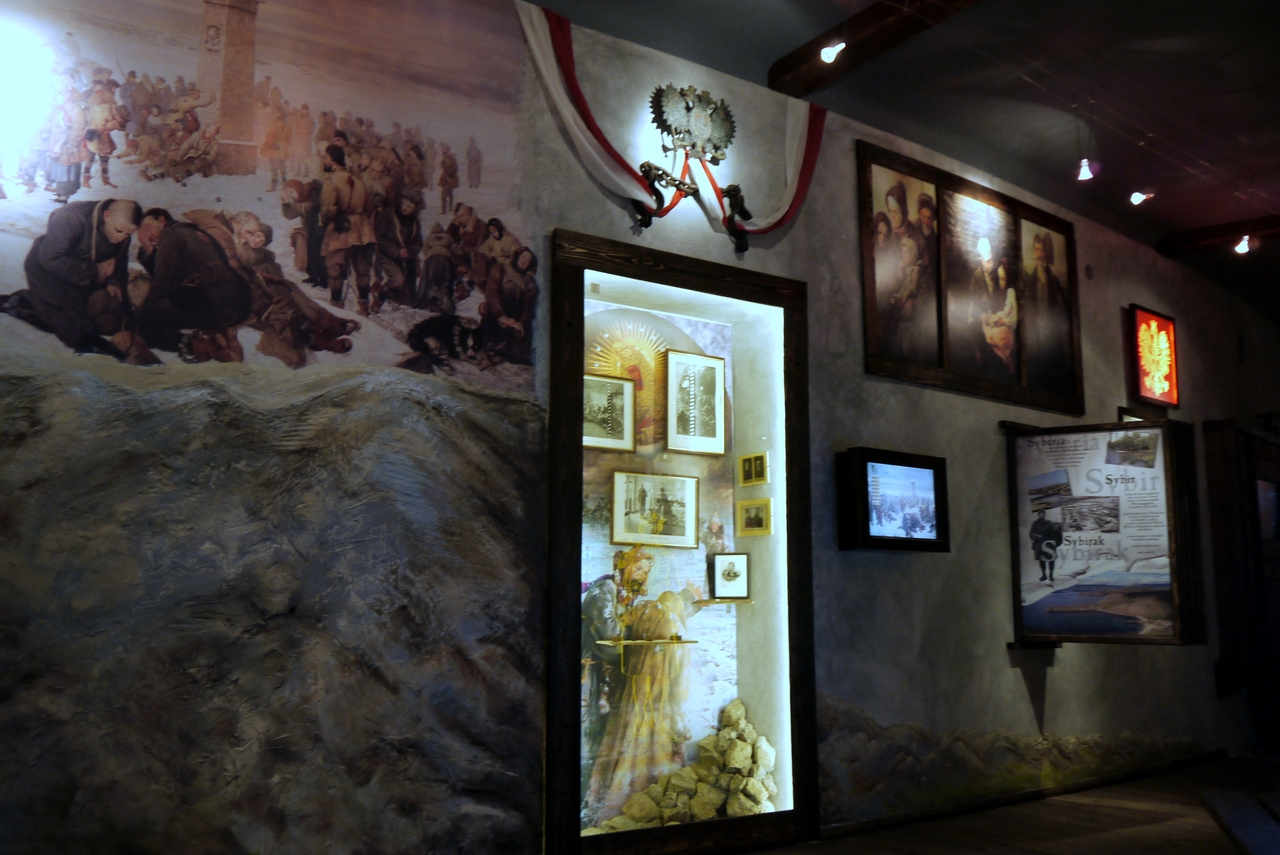
Fragment ekspozycji pt. „Na okrutnej ziemi – losy Polaków zesłanych na Sybir od XVIII w. do 1956 r.”

"Wojsko Polskie 1956-2010" – Wystawa ukazuje ewolucję umundurowania i wyposażenia Wojska Polskiego w II poł. XX w. Nie pominięto kwestii udziału Wojska Polskiego w misjach bojowych NATO oraz misjach pokojowych ONZ, które w znaczący sposób wpłynęły na zmianę wyposażenia polskich żołnierzy w ciągu ostatnich kilku lat. Ekspozycję tworzą manekiny w pełnym umundurowaniu, wyposażeniu i uzbrojeniu. Aranżacje inspirowane były jednostkami stacjonującymi w Białymstoku:
- 2 Podlaski Pułk Łączności Wojsk Obrony Wewnętrznej,
- 25 Pułk Łączności Zgrupowania Jednostek Zabezpieczenia MON,
- 18 Białostocka Brygada Zmechanizowana im. Marszałka Edwarda Rydza-Śmigłego,
- 18 pułk rozpoznawczy.

Poza tym prezentowane są jednostki stacjonujące w miastach regionu północno-wschodniej Polski: Ełku, Zambrowa i Ciechanowa. Wystawa Wojsko Polskie 1956-2010 została zaaranżowana na scenografię magazynu wojskowego z betonowymi ścianami z widocznymi odciskami szalunku oraz wiązkami kabli. Charakter wzmacnia właściwie dobrane oświetlenie. Gabloty zostały wykonane ze starych, wojskowych skrzyń magazynowych o zróżnicowanych gabarytach.

## Ekspozycja czasowa
Wystawy czasowe prezentowane są w sali im. gen. bryg. Ludwika Kmicic Skrzyńskiego. Ukazują one szeroko rozumianą historię wojskowości i nie ograniczają się do określonej epoki czy regionu geograficznego.

## Park militarny

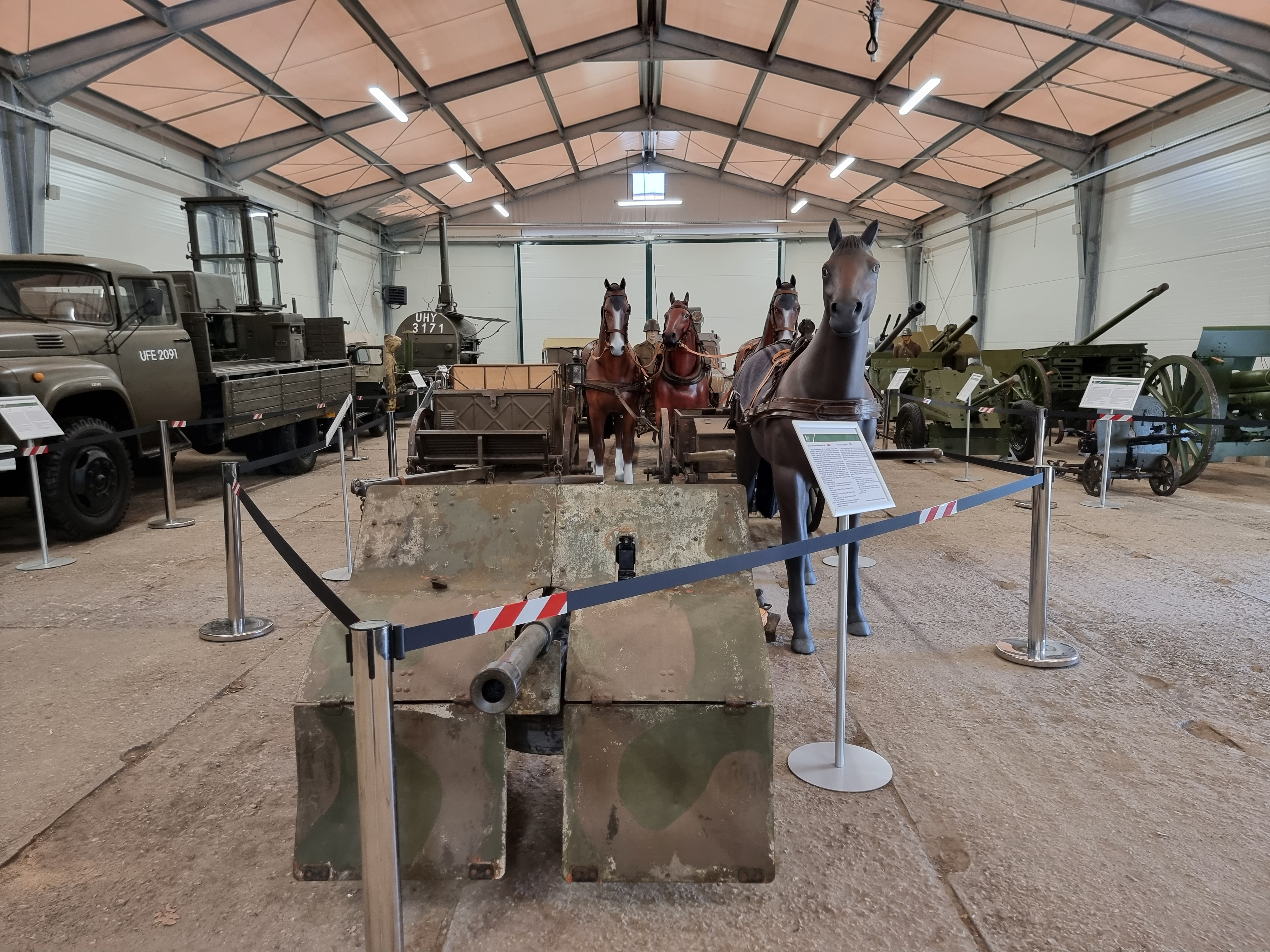
Ekspozycja muzealna pod namiotem w Parku Militarnym w Białymstoku

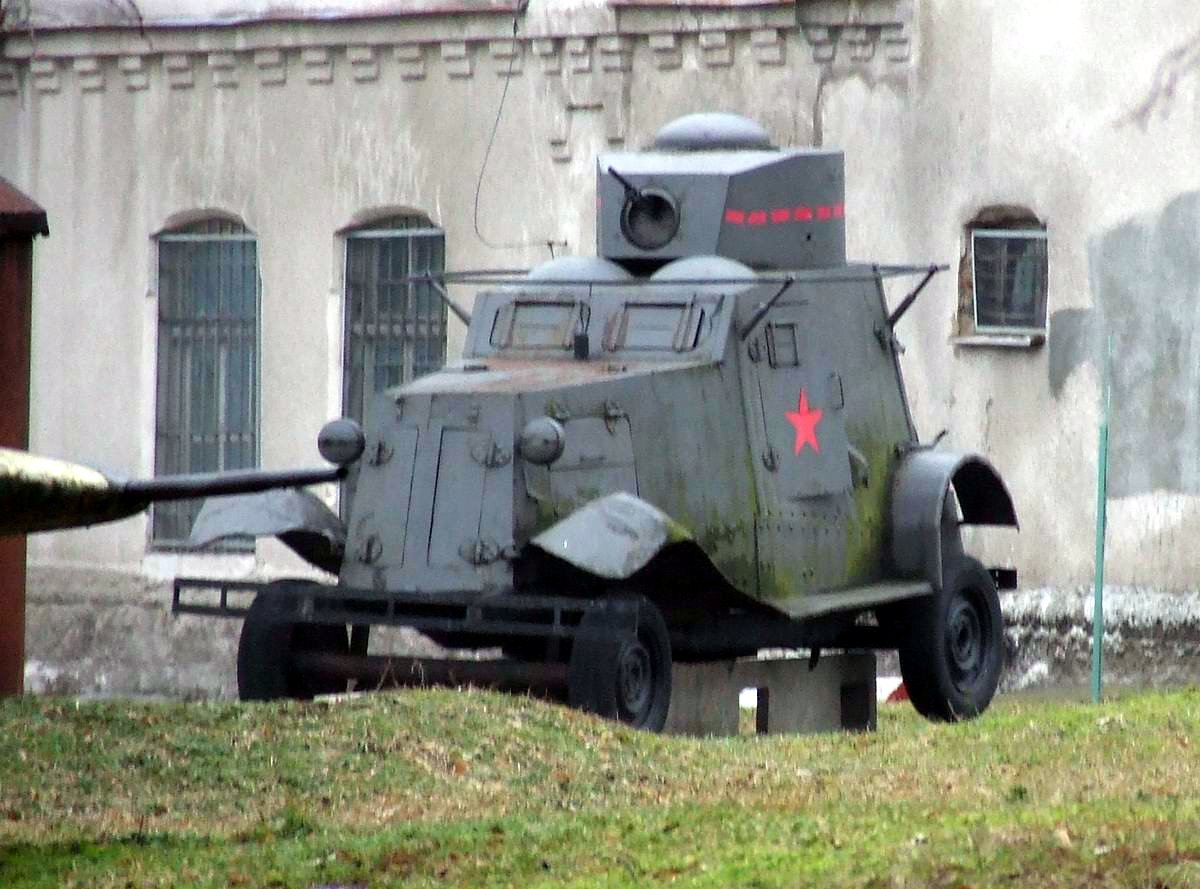
Rosyjski samochód pancerny FAI, zdjęcie wykonane na placu oddziału SG na ul. Bema. Obecnie samochód pancerny jest w renowacji, po remoncie znajdzie się na ekspozycji na ul. Węglowej 3 w Białymstoku/Park Militarny

Muzeum Wojska w Białymstoku posiada swój oddział na ul. Węglowej 3 w Białymstoku obok Muzeum Pamięci Sybiru, gdzie można zobaczyć różne pojazdy wojskowe tj. BM-13/Katiusza, T-34-85, ASU-85 oraz haubice i armaty m.in. polską 37 mm armatę przeciwpancerną Bofors.